# Isenburg-Büdingen-Birstein
Isenburg-Büdingen-Birstein fue un condado en el sudeste de Hesse, Alemania, situado al norte de Gelnhausen. Isenburg-Büdingen-Birstein fue creado como una partición de Isenburg-Büdingen en 1511, y fue dividido en Isenburg-Birstein, Isenburg-Büdingen, y Isenburg-Offenbach en 1628.

## Condes de Isenburg-Büdingen-Birstein (1511-1711)
- Juan III (1511-1533)
- Reinardo (1533-1568) con...
- Felipe (1533-1596) con...
- Luis III (1533-1588)
- Wolfgang Ernesto I (1596-1633)
- Wolfgang Enrique (1633-1635)
- Juan Luis (1635-1685)
- Guillermo Mauricio I (1685-1711)

## Príncipes de Isenburg-Büdingen-Birstein (1711-presente)
- Wolfgang Ernesto I (1711-1754)
- Wolfgang Ernesto II (1754-1803)
- Carlos (1803-1820)
- Wolfgang Ernesto III (1820-1866)
- Carlos (1866-1899)
- Leopoldo (1899-1933)
- Francisco José (1933-1939)
- Francisco Fernando (1939-1956)
- Francisco Alejandro (1956–presente), es el padre de la Princesa Sofía de Prusia
  - Alexander, Príncipe Heredero de Isenburg (n.1969), su heredero natural